# Irving Gottesman
Pour les articles homonymes, voir Gottesman.
Irving Isadore Gottesman  (29 décembre 1930 à Cleveland, Ohio – 29 juin 2016 à Edina (Minnesota)) est un professeur d'université et psychologue américain.

## Biographie
Il a obtenu son doctorat à l'université du Minnesota, où il est ensuite professeur. Il consacre l'essentiel de sa carrière à l'étude génétique de la schizophrénie. 
Il est l'auteur de 17 ouvrages et de nombreuses publications sur la schizophrénie et la génétique comportementale. Il a créé le premier programme d'études sur la génétique comportementale aux États-unis.

## Distinctions
- Prix Hofheimer de la recherche (Association américaine de psychiatrie)
- APA Distinguished Scientific Contributions
- Dobzhansky Award
- Joseph Zubin Award
- Grawemeyer Award

### Liens extérieurs
- Ressources relatives à la recherche :   - Google Scholar
  - ORCID
  - Scopus
- Notices d'autorité :   - VIAF
  - ISNI
  - BnF (données)
  - IdRef
  - LCCN
  - Belgique
  - Pays-Bas
  - Israël
  - NUKAT
  - Tchéquie
  - WorldCat